# جد خنسو إوف عنخ
جد خنسو إوف عنخ كان كبير كهنة آمون في طيبة في طيبة، ويُعتقد أنه كان في المنصب من 1046–1045 قبل الميلاد.
يُفترض غالبًا أنه كان ابن باينجم الأول الذي خلف أخيه ماساهرتا خلال فترة من الاضطرابات الكبيرة في مدينة طيبة. وقد اقترح يورجن فون بيكيرات أنه من الممكن أنه توفي موتًا عنيفًا، مما يفسر حكمه القصير للغاية. كينيث كيتشن فكر في هذا الاحتمال أيضًا، لكنه أشار إلى أن "هذا قد يكون تفسيرًا مبالغًا فيه لحكمه القصير".
كل ما نعرفه فعليًا عن وجوده هو الذكر البسيط لاسمه على التابوت المفقود لابنه. هناك يقرأ، وفقًا لـسيسيل تور:
"[...]رع، ابن الخادم الأول لآمون، جد خنسو إوف عنخ، ابن رب الأرضين، باينجم، محبوب آمون، الخادم الأول لآمون"، مع اسم باينجم داخل خرطوش.
يفترض أن جد خنسو إوف عنخ خلفه ككبير كهنة أخوه من خبر رع، مما يعني أن ابنه "[...]رع" إما توفي قبله، أو كان صغيرًا جدًا للخلافة أو تم تجاوزه لأسباب أخرى.
ومع ذلك، اقترح أندريه نيفينسكي أن جد خنسو إوف عنخ لم يكن ابن باينجم الأول، بل ابن باينجم الثاني، وبالتالي حفيد باينجم الأول
نيفنسكي يحدده كالمسؤول الرئيسي المذكور في دفنات نسخونس في السنة الخامسة من حكم الملك سا آمون ودفن باينجم الثاني في السنة العاشرة لنفس الملك.
يعتقد أن بسوسنس الثاني (في هذا النموذج شقيقه)، الذي ربما خلف والده بنجم الثاني ككبير كهنة ونجح في توحيد هذا اللقب مع لقب الملك، جعل جد خنسو إوف عنخ يعمل كنائبه في طيبة. لقب كبير الكهنة على تابوته سيكون حينها مُعطى بعد وفاته من قبل ابنه "[...]رع".
كما يشير نيفنسكي إلى أن الأسماء الثيوقراطية مثل جد خنسو إوف عنخ تظهر أساسًا في أواخر الأسرة الحادية والعشرين.
زوجة جد خنسو إوف عنخ يُحتمل أن تكون جد موت سنخ، مغنية آمون، التي دفنت في مقبرة MMA60 في الدير البحري.